# صندوق أموال أسود
صندوق أموال أسود أو صندوق طين أو صندوق الزواحف أو صندوق خلفي وتختلف التسمية من بلد لآخر. هو صندوق أو حساب يتم الحفاظ عليه لأغراض فاسدة أو غير قانونية، خاصة في المجال السياسي. قد يتم إخفاء هذه الأموال والحفاظ عليها بشكل منفصل عن الصناديق الأخرى التي تستخدم لأغراض مشروعة. قد يتم توظيفهم من قبل الحكومة أو مسؤولي الشركات كجزء من الجهود المبذولة لدفع رواتب الأشخاص المؤثرين في مقابل المعاملة التفضيلية والمعلومات المسبقة (على سبيل المثال، للحصول على المعلومات الغير منشورة للعامة في المعاملات المالية) أو بعض الخدمات الأخرى. قد لا تبقى الأموال نفسها سرية ولكن قد يتم إخفاء مصدر الأموال أو كيفية الحصول عليها أو للأغراض التي يتم استخدامها. قد يُنظر إلى استخدام الأموال الطائلة للتأثير على الأنشطة الحكومية على أنها تخريبية للعملية الديمقراطية.
في المحاسبة، يصف مصطلح «صندوق الطين» حساب دفتر الأستاذ العام للأموال الممزوجة التي يمكن نشر جميع أنواع المعاملات فيها، مع إلغاء الديون والائتمانات لبعضها البعض.

## تعليل التسمية
كان مصطلح «صندوق طين» في الأصل مصطلحًا بحريًا: فالطين هو الدهون أو الشحوم المقشورة من قمة المرجل عند غلي اللحوم المملحة. ليقوم موظفو السفن ببيع الدهون إلى صانعي الشحم، مع الاحتفاظ بالعائدات الناتجة كصندوق طين للقيام بعمليات شراء صغيرة لطاقم السفينة.
في ألمانيا أُستمد تعبير«صندوق الزواحف» من خطاب ألقاه بسمارك في 30 يناير 1869، بمناسبة المداولات حول مصادرة ممتلكات الناخبين في هيس في مجلس النواب البروسي، والتي وصف فيها عملاء يعملون في خدمة الناخبين المخلوعين باسم «الزواحف الشريرة». غير أن الصحافة المعارضة أشارت بهذا التعبير إلى الصحفيين والأعضاء الذين خدموا الحكومة.
قي فرنسا يأتي مصطلح الصندوق الأسود من هذه الممارسة. في البداية يكون الصندوق أبيض (بسبب أنه مصنوع من الخشب الأبيض)، لكن سرعان ما يتحول الصندوق إلى اللون الأسود بسبب مروره بين ألف يد ملوثة بالفحم أو الشحوم أو السخام. لذلك كان من المعتاد في ذلك الوقت طلاء الصناديق باللون الأسود، وكذلك جميع الأثاث ومستلزمات المستودعات وورشات السكك الحديدية.